# Bonnie Honig
Bonnie Honig   (Montreal, 1959) és una filòsofa política i feminista quebequesa especialitzada en teoria democràtica. És professora a la Universitat Brown i anteriorment ho havia estat a la Universitat Harvard, a la Universitat Northwestern i a la American Bar Foundation. Es va doctorar a la Universitat Johns Hopkins.

## Pensament
Partint de Donald Winnicott i Hannah Arendt, Honig ha conceptualitzat la importància d'allò públic per a la vida democràtica. És coneguda per la seva defensa d'una concepció contestatària de la política democràtica, també coneguda com a «agonisme». En el seu llibre Political Theory and the Displacement of Politics (Cornell, 1993) desenvolupa aquesta noció mitjançant crítiques a les concepcions consensuades de la democràcia i posa de manifest el potencial emancipador de la contestació política i de la interrupció de les pràctiques establertes. Reconeixent, d'altra banda, que la política implica la imposició d'ordre i estabilitat, i argumenta que la política no es pot reduir al consens, ni a la pura contestació, sinó que ambdós són aspectes essencials de la política.
El seu llibre Emergency Politics: Paradox, Law, Democracy (Princeton University Press, 2009) va rebre el premi David Easton. També el 2012 va guanyar el premi Okin-Young de teoria política feminista per Ismene's Forced Choice: Sacrifice and Sorority in Sophocles' Antigone. A Antigone, Interrupted (Cambridge University Press, 2013), Honig intervé en el gir cap al dol i la lamentació en la teoria política i els estudis culturals. A través d'una relectura de la tragèdia de Sòfocles, contraresta el privilegi de la mortalitat i la vulnerabilitat com a part d'una política antisobiranista. Honig ofereix un «humanisme agonista» que posa l'accent en la igualtat a la vida, no a la mort, i una política activista de contrasobirania.

## Obra publicada
- Honig, Bonnie. Political theory and the displacement of politics.  Ithaca: Cornell University Press, 1993. ISBN 9780801480720.
- Honig, Bonnie. Democracy and the foreigner.  Princeton, New Jersey Oxford: Princeton University Press, 2001. ISBN 9780691114767.
- Honig, Bonnie. Emergency politics: paradox, law, democracy.  Princeton, New Jersey: Princeton University Press, 2009. ISBN 9780691152592.
- Honig, Bonnie. Antigone, interrupted.  Cambridge New York: Cambridge University Press, 2013. ISBN 9781107668157.
- Honig, Bonnie (2017). Public Things: Democracy in Disrepair. Fordham, New York. ISBN 978-0823276400